# Tommy Kenter
Tommy Kenter, född 15 april 1950 i Köpenhamn, är en dansk skådespelare. Han genomgick Statens Teaterskole 1970-1973.
Kenter började sin karriär som barnskådespelare i filmen Cirkus Buster (1961). På 1980-talet uppträdde han som fru Christoff i satir-TV-programmet Dansk Naturgas i samarbete med Per Pallesen. 1985 ställde han upp i Dansk Melodi Grand Prix tillsammans med Lise Dandanell och Hanne Boel med sången Piano.